# Provincia Aydın
Provincia Aydın este o provincie a Turciei cu o suprafață de 8007 km², localizată în sud-estul Antaliei.

## Districte
Aydın este divizată în 17 districte (capitala districtului este subliniată): 
- Aydın
- Bozdoğan
- Buharkent
- Çine
- Didim
- Germencik
- Incirliova
- Karacasu
- Karpuzlu
- Koçarlı
- Köșk
- Kușadası
- Kuyucak
- Nazilli
- Söke
- Sultanhisar
- Yenipazar